# Terremoto de Áncash de 1946
El terremoto de Áncash de 1946 ocurrió el 10 de noviembre de 1946 a las 12:42 hora local en la Cordillera de los Andes del centro de Perú. El terremoto tuvo una magnitud de onda superficial de 7,0 y alcanzó una calificación máxima en la escala de intensidad de Mercalli de XI. Se cree que alrededor de 1.400 peruanos murieron a causa del evento.

## Entorno tectónico
La costa oeste de Perú se encuentra en un límite convergente donde la Placa de Nazca se subduce debajo de la Placa Sudamericana. A pesar de estar ubicado en una zona de compresión, la extensión continental poco profunda ocurre debajo de las montañas de los Andes, dentro de la Placa Sudamericana predominante. Algunas de estas fallas normales datan del Cuaternario y se consideran jóvenes. El evento de 1946 es el único terremoto de falla normal registrado dentro de las montañas de los Andes.

## Terremoto
El terremoto fue provocado por el deslizamiento a lo largo de una falla normal de ángulo poco profundo a una profundidad de alrededor de 17 km, como sugiere el mecanismo focal. El ISC asignó una magnitud de onda de superficie de 7,0 mientras que la magnitud de momento calculada fue de 7,0 o 6,8. La falla era una estructura superficial de la corteza en la Placa Sudamericana, ya que se observaron rupturas superficiales con un desplazamiento máximo de 3,5 metros. La ruptura de la superficie asociada con el terremoto fue la primera a gran escala jamás observada en América del Sur. Tenía una longitud de 28 km. Este evento también reactivó varias fallas de cabalgamiento más antiguas. Estas fallas forman parte de la faja corrida y plegada del Marañón, que se formó en el Terciario. La ruptura de la superficie asociada a este evento tuvo una longitud de 21 km en la falla de Quiches, una falla normal activa que lleva el nombre del pueblo que sufrió mucho durante el sismo. Los terremotos superficiales intraplaca dentro de la Placa Sudamericana son raros debido a los largos intervalos de recurrencia de las fallas. Las fallas de Quiches tienen un intervalo de recurrencia promedio de 13.000 años.

## Impacto
El temblor se sintió en un área de 600.000 km². Fue más severo en los departamentos de Áncash y La Libertad. Al menos 45 deslizamientos de tierra fueron provocados por los fuertes movimientos del suelo, que fue la razón del alto número de muertos y destrucción. Uno de estos deslizamientos sepultó por completo el pueblo de Acobamba en el Valle de Suytucocha. Al menos 217 personas murieron en Acobamba. Tres de los deslizamientos más grandes tuvieron volúmenes de 36.550.546 m³, 13.503.994 m³ y 10.582.563 m³, respectivamente.
El terremoto se sintió en un área de 450.000 km². Según los informes, el temblor fue tan fuerte que los residentes del pueblo de Mayas no pudieron ponerse de pie. La intensidad máxima de Mercalli Modificada, X a XI, se sintió desde Cerro Pelagatos hasta los pueblos de Mayas y Quichés. A la intensidad IX se le asignó un área de forma elíptica noroeste-sureste de 1.600 km². Se reportaron grandes derrumbes dentro de los isósmos VIII a IX. Muchas muertes fueron el resultado de malas prácticas de construcción. Las aldeas experimentaron sacudidas amplificadas en depósitos aluviales blandos. En el pueblo de Quiches, 677 personas fueron asesinadas. Se registraron cientos de muertos en Acobamba, Sihuas, Conchucos y Pampas.